# 86e régiment d'infanterie territoriale
Pour les articles homonymes, voir 86e régiment.
Le 86e régiment d'infanterie territoriale (86e RIT) est un régiment d'infanterie de l'armée de terre française qui a participé à la Première Guerre mondiale.

## Création et différentes dénominations
- 19 mars 1875 : le régiment reçoit son numéro en prévision de la mobilisation à Quimper[1]
- 5 août 1914 : mis sur pied à Quimper à la mobilisation[2]
- 30 août 1918 : dissolution, forme deux bataillons de pionniers, qui conservent le numéro 86[3]
- décembre 1918 : démobilisation des éléments des deux bataillons de pionniers[4]

## Chefs de corps
- août 1914 : lieutenant-colonel Verly[2]
- août 1914 - août 1918 : lieutenant-colonel (puis colonel) Boullier[2],[5]

## Historique des garnisons, combats et batailles du86eRIT

### Première Guerre mondiale

#### Affectations
- 85e division d'infanterie territoriale d'août à novembre 1914[6]
- 52e division d'infanterie de novembre 1914 à juin 1915[7]
- 18e corps d'armée de juin 1915 à avril 1916[8]
  - 36e division d'infanterie de juin 1915 à avril 1916[9],[10]
- 1er corps d'armée d'avril 1916 à août 1918[11]
- 1er bataillon à la 69e division d'infanterie d'août à novembre 1918[3],[12]
- 2e bataillon à la 127e division d'infanterie d'août à novembre 1918[4],[13]

#### 1918
- En mars, le régiment est renforcé par des hommes provenant du 44e RIT dissous.

## Drapeau

Inscriptions sur le drapeau du.

Il porte, cousues en lettres d'or dans ses plis, les inscriptions suivantes :
- La Somme 1916
- L'Aisne 1917